# Proacrias testaceipes
Proacrias testaceipes är en stekelart som först beskrevs av Crawford 1914.  Proacrias testaceipes ingår i släktet Proacrias och familjen finglanssteklar. Inga underarter finns listade i Catalogue of Life.